# Glossogobius sparsipapillus
Glossogobius sparsipapillus är en fiskart som beskrevs av Akihito och Meguro, 1976. Glossogobius sparsipapillus ingår i släktet Glossogobius och familjen smörbultsfiskar. IUCN kategoriserar arten globalt som otillräckligt studerad. Inga underarter finns listade i Catalogue of Life.